# Tournoi de clôture du championnat du Panama de football 2018
Navigation
Saison précédente Saison suivante
Le Tournoi Clausura 2018 est le vingt-deuxième tournoi saisonnier disputé au Panama.
C'est cependant la 41e fois que le titre de champion du Panama est remis en jeu.
Lors de ce tournoi, le Chorrillo FC a tenté de conserver son titre de champion du Panama face aux neuf meilleurs clubs panaméens.
Chacun des dix clubs participant était confronté deux fois aux neuf autres équipes. Puis les quatre meilleurs se sont affrontés lors d'une phase finale à la fin du tournoi.
Seulement une place peut être directement qualificative pour la Ligue des champions de la CONCACAF. Deux places en Ligue de la CONCACAF sont attribuées à l'issue de ce championnat aux finalistes des deux tournois de la saison.

## Les 10 clubs participants
Ce tableau présente les dix équipes qualifiées pour disputer le championnat 2017-2018. On y trouve le nom des clubs, le nom des stades dans lesquels ils évoluent ainsi que la capacité et la localisation de ces derniers.
| Club                     | Stade                         | Capacité | Ville                |
| Alianza FC               | Camp Luis Ernesto Tapia (es)  | 900      | Panama City          |
| Deportivo Árabe Unido    | Stade Armando Dely Valdes     | 4 000    | Colón                |
| Chorrillo FC             | Stade Javier Cruz             | 2 500    | Panama City          |
| CAI La Chorrera          | Stade Agustín Sánchez         | 3 000    | La Chorrera          |
| CD Plaza Amador          | Stade Javier Cruz             | 2 500    | Panama City          |
| San Francisco FC         | Stade Agustín Muquita Sánchez | 3 000    | La Chorrera          |
| Santa Gema FC (en)       | Stade Agustín Muquita Sánchez | 3 000    | La Chorrera          |
| Sporting San Miguelito   | Camp Luis Ernesto Tapia (es)  | 900      | San Miguelito        |
| Tauro FC                 | Stade Rommel Fernández        | 32 000   | Panama City          |
| Atlético Veragüense (en) | Stade Áristocles Castillo     |          | Santiago de Veraguas |

| \| Panama City : Alianza FC Chorrillo FC CD Plaza Amador Tauro FC Panama City Deportivo Árabe Unido Atlético Veragüense San Francisco FC CAI La Chorrera Sporting San Miguelito Santa Gema FC \| Localisation des clubs. |
| Panama City : Alianza FC Chorrillo FC CD Plaza Amador Tauro FC Panama City Deportivo Árabe Unido Atlético Veragüense San Francisco FC CAI La Chorrera Sporting San Miguelito Santa Gema FC                               |

## Compétition
Le tournoi Clausura se déroule de la même façon que le tournoi saisonnier précédent, en deux phases :
- La phase de qualification : les dix-huit journées de championnat.
- La phase finale : les matchs aller-retour allant des demi-finales à la finale.

### Phase de qualification
Lors de la phase de qualification les dix équipes affrontent à deux reprises les neuf autres équipes selon un calendrier tiré aléatoirement.
Les quatre meilleures équipes sont qualifiées pour les demi-finales.
Le classement est établi sur le barème de points classique (victoire à 3 points, match nul à 1, défaite à 0).
Le départage final se fait selon les critères suivants :
- Le nombre de points.
- La différence de buts générale.
- Le nombre de buts marqué.

| Rang | Équipe                   | Pts | J  | G | N | P  | Bp | Bc | Diff |
| ---- | ------------------------ | --- | -- | - | - | -- | -- | -- | ---- |
| 1    | Deportivo Árabe Unido    | 30  | 18 | 8 | 6 | 4  | 23 | 16 | +7   |
| 2    | CAI La Chorrera P        | 29  | 18 | 8 | 5 | 5  | 28 | 21 | +7   |
| 3    | San Francisco FC         | 29  | 18 | 7 | 8 | 3  | 19 | 12 | +7   |
| 4    | Tauro FC                 | 28  | 18 | 7 | 7 | 4  | 25 | 21 | +4   |
| 5    | Alianza FC               | 27  | 18 | 7 | 6 | 5  | 21 | 13 | +8   |
| 6    | Chorrillo FC T           | 23  | 18 | 5 | 8 | 5  | 15 | 17 | -2   |
| 7    | Sporting San Miguelito   | 22  | 18 | 5 | 7 | 6  | 22 | 26 | -4   |
| 8    | Santa Gema FC (en)       | 21  | 18 | 4 | 9 | 5  | 11 | 13 | -2   |
| 9    | CD Plaza Amador          | 19  | 18 | 5 | 4 | 9  | 16 | 20 | -4   |
| 10   | Atlético Veragüense (en) | 10  | 18 | 2 | 4 | 12 | 13 | 34 | -21  |

| Légende : Qualifications et relégations | Légende : Qualifications et relégations          |
| --------------------------------------- | ------------------------------------------------ |
|                                         | Qualifié pour les demi-finales                   |
|                                         | T Tenant du titre P Promu de la saison 2016-2017 |

| Résultats (▼dom., ►ext.)                                   | Ali | Ára | Cho | CAI | Pla | Fra | Gem | Spo | Tau | Ver |
| Alianza FC                                                 |     | 0-2 | 0-1 | 1-0 | 2-0 | 2-1 | 0-0 | 2-2 | 3-3 | 3-0 |
| Deportivo Árabe Unido                                      | 1-0 |     | 1-2 | 2-0 | 0-0 | 1-1 | 0-0 | 1-1 | 3-2 | 2-0 |
| Chorrillo FC                                               | 2-2 | 1-1 |     | 1-2 | 1-0 | 0-0 | 1-0 | 0-0 | 0-0 | 1-0 |
| CAI La Chorrera                                            | 2-2 | 3-1 | 3-0 |     | 0-0 | 0-1 | 1-0 | 3-2 | 0-0 | 5-2 |
| CD Plaza Amador                                            | 1-0 | 1-2 | 2-1 | 2-0 |     | 1-2 | 1-1 | 1-2 | 0-0 | 2-1 |
| San Francisco FC                                           | 0-0 | 2-0 | 0-0 | 2-1 | 1-2 |     | 0-0 | 2-2 | 1-1 | 3-0 |
| Santa Gema FC (en)                                         | 0-0 | 1-0 | 1-1 | 0-0 | 1-0 | 0-1 |     | 1-1 | 1-3 | 1-0 |
| Sporting San Miguelito                                     | 0-2 | 1-2 | 2-2 | 0-1 | 3-2 | 0-1 | 2-1 |     | 3-2 | 1-0 |
| Tauro FC                                                   | 1-0 | 0-0 | 2-1 | 3-3 | 2-1 | 2-1 | 0-1 | 3-0 |     | 2-1 |
| Atlético Veragüense (en)                                   | 0-2 | 1-4 | 1-0 | 2-4 | 1-0 | 0-0 | 2-2 | 0-0 | 2-2 |     |
| - Victoire à domicile - Match nul - Victoire à l'extérieur |     |     |     |     |     |     |     |     |     |     |

### Classement cumulatif
| Rang | Équipe                   | Pts | J  | G  | N  | P  | Bp | Bc | Diff |
| ---- | ------------------------ | --- | -- | -- | -- | -- | -- | -- | ---- |
| 1    | Deportivo Árabe Unido    | 63  | 36 | 16 | 15 | 5  | 44 | 27 | +17  |
| 2    | Tauro FC                 | 62  | 36 | 16 | 14 | 6  | 51 | 34 | +17  |
| 3    | CD Plaza Amador          | 52  | 36 | 14 | 10 | 12 | 38 | 32 | +6   |
| 4    | CAI La Chorrera P C      | 51  | 36 | 14 | 9  | 13 | 39 | 39 | 0    |
| 5    | San Francisco FC         | 49  | 36 | 12 | 13 | 11 | 42 | 36 | +6   |
| 6    | Chorrillo FC C           | 49  | 36 | 11 | 16 | 9  | 36 | 34 | +2   |
| 7    | Alianza FC               | 41  | 36 | 10 | 11 | 15 | 33 | 36 | -3   |
| 8    | Sporting San Miguelito   | 39  | 36 | 8  | 15 | 13 | 39 | 49 | -10  |
| 9    | Santa Gema FC (en)       | 36  | 36 | 7  | 15 | 14 | 25 | 34 | -9   |
| 10   | Atlético Veragüense (en) | 35  | 36 | 9  | 8  | 19 | 35 | 61 | -26  |

| Légende : Qualifications et relégations | Légende : Qualifications et relégations                                        |
| --------------------------------------- | ------------------------------------------------------------------------------ |
|                                         | Ligue des champions de la CONCACAF 2019                                        |
|                                         | Ligue de la CONCACAF 2018                                                      |
|                                         | Relégué en Liga Nacional de Ascenso                                            |
|                                         | C Vainqueur d'un des deux tournois de la saison P Promu de la saison 2016-2017 |

### La Phase Finale
Les quatre équipes qualifiées sont réparties dans le tableau final d'après leur classement général.
En cas d'égalité sur la somme des deux matchs une prolongation et une séance de tirs au but ont éventuellement lieu.

#### Tableau
|  | 1/2 finale            | 1/2 finale            | 1/2 finale      | 1/2 finale | 1/2 finale | 1/2 finale |          |          | Finale | Finale | Finale | Finale | Finale |  |
|  |                       |                       |                 |            |            |            |          |          |        |        |        |        |        |  |
|  |                       |                       |                 |            |            |            |          |          |        |        |        |        |        |  |
|  |                       |                       |                 |            |            |            |          |          |        |        |        |        |        |  |
|  | Deportivo Árabe Unido | Deportivo Árabe Unido | (1)             | 0          | 2          | 0          |          |          |        |        |        |        |        |  |
|  | Deportivo Árabe Unido | Deportivo Árabe Unido | (1)             | 0          | 2          | 0          |          |          |        |        |        |        |        |  |
|  | Tauro FC              | Tauro FC              | (4)             | 2          | 0          | 2          |          |          |        |        |        |        |        |  |
|  | Tauro FC              | Tauro FC              | (4)             | 2          | 0          | 2          | Tauro FC | Tauro FC | (1)    | 0      |        |        |        |  |
|  |                       |                       |                 |            |            |            | Tauro FC | Tauro FC | (1)    | 0      |        |        |        |  |
|  |                       | CAI La Chorrera       | CAI La Chorrera | (2)        | 1          |            |          |          |        |        |        |        |        |  |
|  | CAI La Chorrera       | CAI La Chorrera       | CAI La Chorrera | (2)        | 1          | (2)        | 0        | 3        |        |        |        |        |        |  |
|  | CAI La Chorrera       | CAI La Chorrera       |                 |            |            | (2)        | 0        | 3        |        |        |        |        |        |  |
|  | San Francisco FC      | San Francisco FC      | (3)             | 1          | 1          |            |          |          |        |        |        |        |        |  |
|  | San Francisco FC      | San Francisco FC      | (3)             | 1          | 1          |            |          |          |        |        |        |        |        |  |

#### Demi-finales
| Club                  | Aller | Retour | Club             | Commentaire         |
| Deportivo Árabe Unido | 0-2   | 2-2    | Tauro FC         | Après prolongations |
| CAI La Chorrera       | 0-1   | 3-1    | San Francisco FC |                     |

#### Finale
| 19 mai 2018 | Tauro FC | 0:1   | CAI La Chorrera | Stade Rommel Fernández |  |
|             |          | (0:1) | 39e Omar Browne |                        |  |

## Bilan du tournoi
| Tournoi de clôture du championnat de football du Panama 2018 |                             |
| Champion                                                     | CAI La Chorrera (1er titre) |
| Dauphin                                                      | Tauro FC                    |
| Qualifications continentales                                 |                             |
| Ligue des champions de la CONCACAF 2019                      | CAI La Chorrera             |
| Ligue de la CONCACAF 2018                                    | Chorrillo FC                |
| Ligue de la CONCACAF 2018                                    | Deportivo Árabe Unido       |
| Ligue de la CONCACAF 2018                                    | Tauro FC                    |
| Promotions et relégations                                    |                             |
| Promus en Liga Panameña de Fútbol                            | Costa del Este FC           |
| Relégués en Liga Nacional de Ascenso                         | Atlético Veragüense (en)    |

## Statistiques

### Buteurs
| Rang | Nom | Équipe | Buts |
| 1    |     |        | -    |
| 2    |     |        | -    |
| 3    |     |        | -    |